# 풍산태사로
풍산태사로(Pungsantaesa-ro)는 경상북도 예천군 호명읍 홍구동삼거리에서 안동시 서후면 저전삼거리까지 이어주는 도로이다.

## 주요 경유지
경상북도
- 예천군 호명읍 - 안동시 (풍산면 . 서후면)

## 노선
| 이름                | 접속 노선                         | 소재지 | 소재지 | 비고 |
| ------------------- | --------------------------------- | ------ | ------ | ---- |
| 홍구동삼거리        | 봉호로                            | 예천군 | 호명읍 |      |
| 흥구동 교차로       | 지방도 제927호선 (웅비로)         | 예천군 | 호명읍 |      |
| 본리교              |                                   | 예천군 | 호명읍 |      |
| 괴정삼거리          | 괴정2길                           | 안동시 | 풍산읍 |      |
| 괴정교              |                                   | 안동시 | 풍산읍 |      |
| (이름없음)          | 국도 제34호선 (경서로) 산업단지길 | 안동시 | 풍산읍 |      |
| 매곡교              |                                   | 안동시 | 풍산읍 |      |
| 안교사거리          | 지방도 제916호선 (지풍로)         | 안동시 | 풍산읍 |      |
| 하리삼거리          | 풍산단호로                        | 안동시 | 풍산읍 |      |
| 풍산초등학교 교차로 | 하리들길                          | 안동시 | 풍산읍 |      |
| 상리잠수교          |                                   | 안동시 | 풍산읍 |      |
| 중수교              |                                   | 안동시 | 풍산읍 |      |
| 계평 교차로         | 국도 제34호선 (남순환로)          | 안동시 | 풍산읍 |      |
| 송야사거리          | 경동로                            | 안동시 | 서후면 |      |
| 만운교              |                                   | 안동시 | 서후면 |      |
| 당고개              |                                   | 안동시 | 서후면 |      |
| 봉정사삼거리        | 봉정사길                          | 안동시 | 서후면 |      |
| 서후 교차로         | 국도 제5호선 (경북대로)           | 안동시 | 서후면 |      |
| 저전교              |                                   | 안동시 | 서후면 |      |
| 저전삼거리          | 북평로                            | 안동시 | 서후면 |      |

## 주요 건물 및 시설
- 경상북도 북부청사 (풍산태사로 1165/상리리 500-120)